# Руки прачки

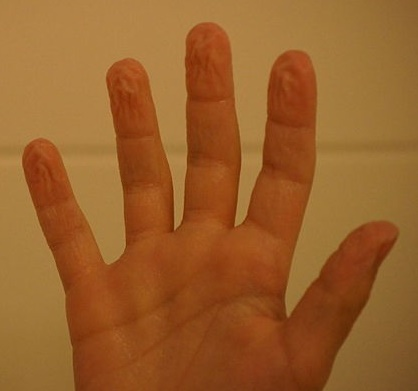
Пальцы взрослого человека, сморщенные от влаги

Мытая кожа — это тривиальный термин для обозначения кожи рук и ног человека, которая временно сморщивается и набухает из-за воздействия воды. Другими терминами являются руки/кожа прачки или рука/кожа посудомойки. Это явление может иметь различные причины: длительное пребывание во влажных условиях, передача инфекции при рождении, синдром Костелло или как посмертное изменение.

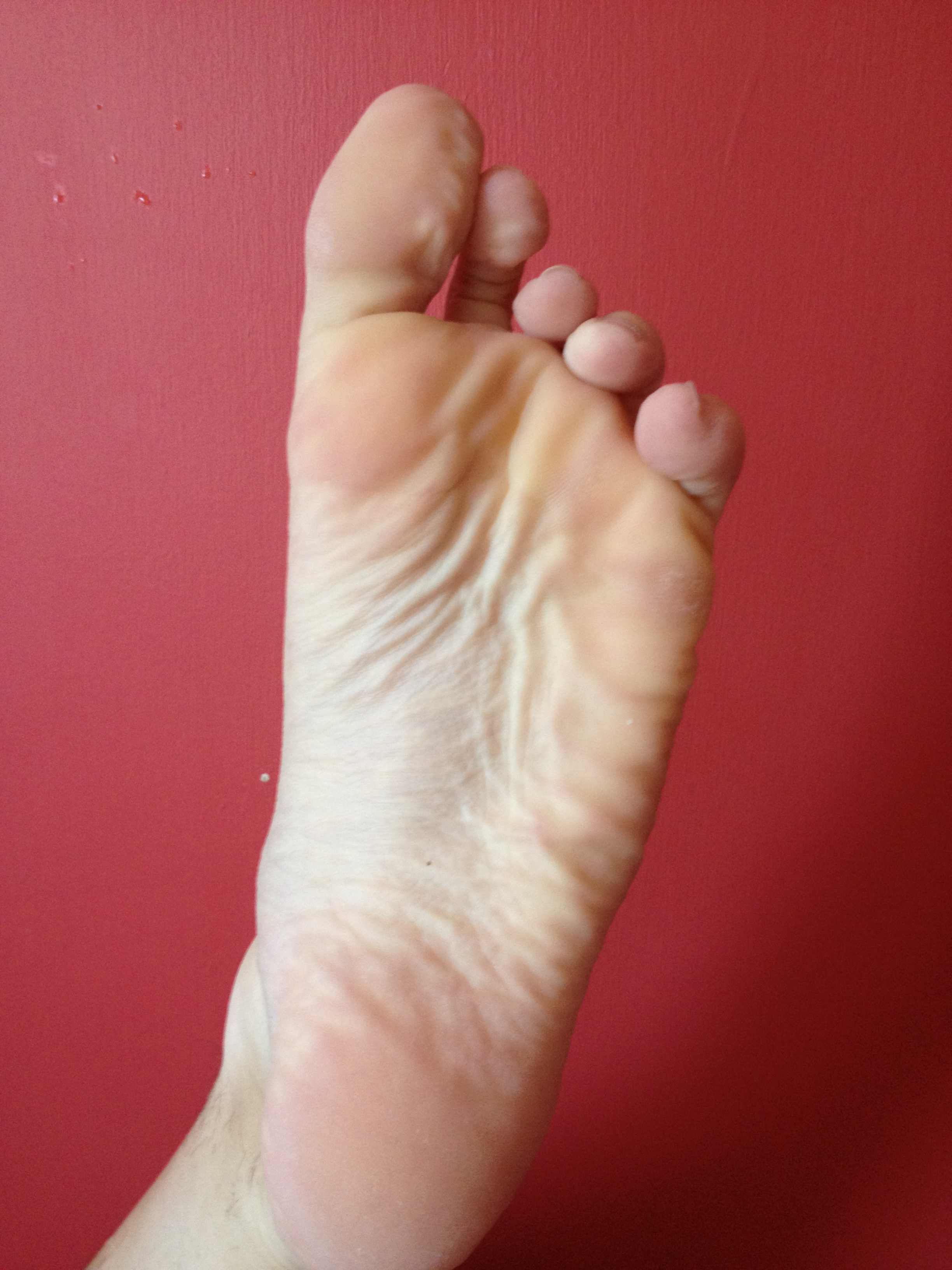
Подошва стопы взрослого человека, сморщенная от влаги

## Причины
30-минутное воздействие воды (например, купание, плавание, работа в воде, длительное накопление тепла и влажности, ношение влагонепроницаемых перчаток, длительное воздействие влажно-щелочных условий) обычно может вызвать появление так называемых «рук прачки». Подошвы, кончики пальцев рук и ног становятся морщинистыми, другие участки кожи почти или совсем не сморщиваются.
Обычное объяснение состоит в том, что эпителиальная кожа, богатая кератином, поглощает воду, что приводит к её расширению. Значительная площадь намокшей кожи приводит к образованию складок. Обычно первыми сморщиваются подушечки пальцев рук и ног, потому что их кожа имеет более толстый слой кератина, но при этом не имеет волос и сальных желёз, выделяющих кожное сало.
Однако процесс сморщивания можно лишь частично отнести к мацерации рогового слоя в результате пассивного поступления воды в кожу за счёт осмоса. В нём также принимает участие вегетативная нервная регуляция вазоконстрикции. В случае повреждения нерва кисти можно не проводить разработку рук прачки во влажных условиях, так что более длительное погружение рук также используется в качестве клинического теста в неврологии.
Таким образом, вода, возможно, инициирует образование морщин, снижая концентрацию электролитов в поражённых участках кожи, проходя через их многочисленные потовые протоки. Мембраны нейронов вблизи сосудов также могут быть затронуты, что может вызвать сокращение сосудов и, таким образом, спровоцировать увеличение морщин. Мацерация усиливается после обезжиривания кожи, то есть путём промывания поверхностно-активными веществами. Если кожа мацерируется чаще или дольше, может развиться токсический контактный дерматит, как при длительном ношении влагонепроницаемых перчаток или экземе домохозяйки.

## Эволюционное преимущество
Эволюционное преимущество кожных складок во влажных условиях является спорным.

### Нет независимой регулировки
Палеонтолог и биолог-эволюционист Стивен Джей Гулд рассматривал это не столько как эволюционную адаптацию, сколько как сопутствующее явление, и предостерегал от принуждения интерпретировать каждое явление как индивидуально полезное. В этом контексте было высказано предположение, что значительные эволюционные изменения в анатомии рук в ходе филогенетической истории человека поддерживают формирование кулака, а формирование «рук прачки» могло оказаться побочным в этом эволюционном процессе.

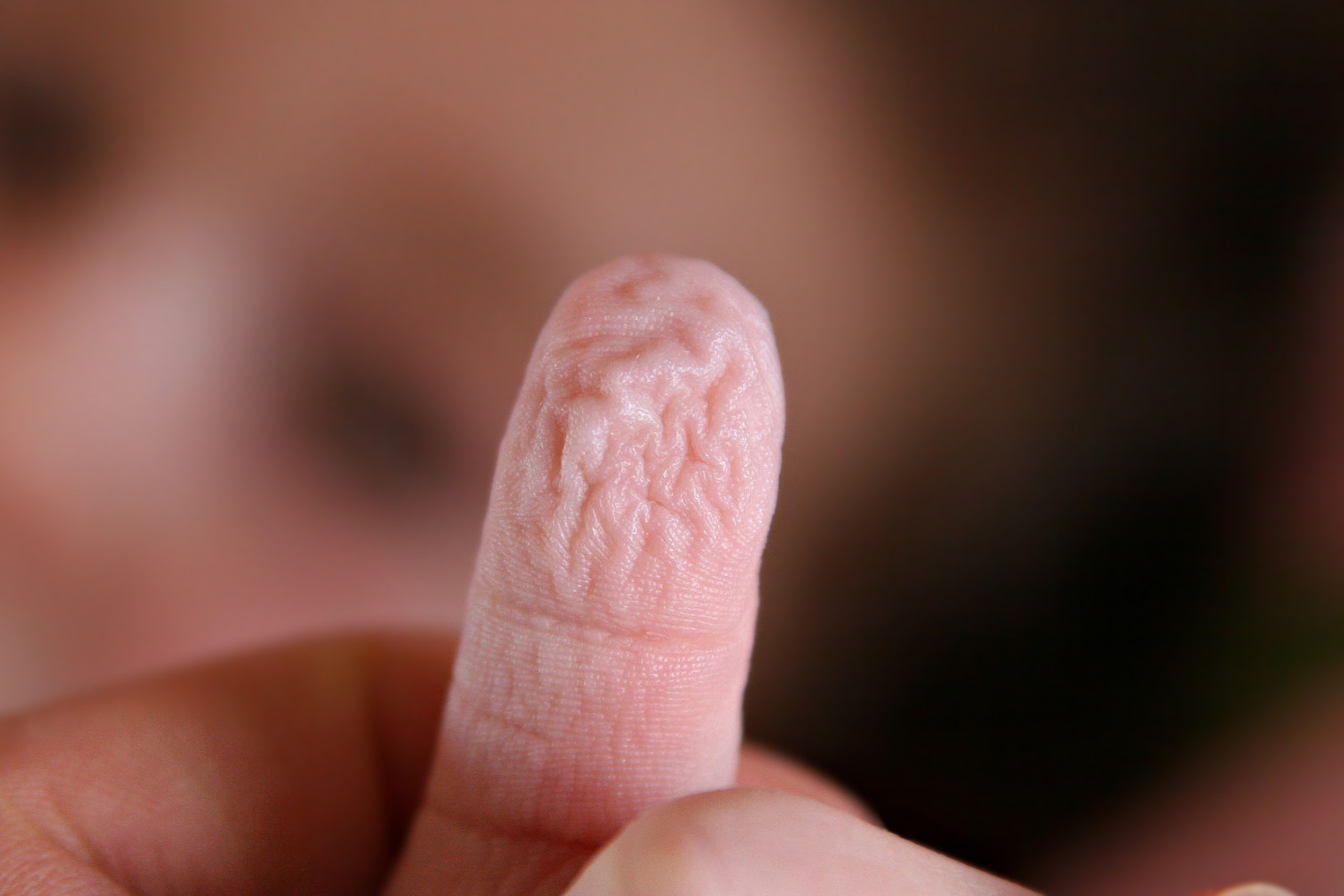
Палец ребёнка, сморщенный от влаги

### Повышенная сила сцепления
Тот факт, что «руки прачки» развиваются только на особых участках кожи (кончики пальцев рук и ног) посредством активной вазоконстрикции, говорит о лежащей в основе эволюционной адаптации. Внешний вид параллельных складок кончиков пальцев рук прачек уподоблялся профилям шин или оврагам на склоне. Исходя из этого, было сделано предположение, что они подходят для лучшего отвода или вытеснения воды, чтобы обеспечить лучшее сцепление.
Согласно этой идее, можно было экспериментально показать, что испытуемые с руками прачки могли перемещать мокрые куски мрамора из одного контейнера в другой значительно быстрее, чем те, у кого «рук прачки» не было.

### Нет преимущества в воде
Однако экспериментально доказать эффект улучшенного захвата руками прачки при подборе предметов под водой не удалось.

## Последствия
Если руки или ноги остаются влажными в течение нескольких дней, они могут быть повреждены холодом и сыростью, что приводит к необратимому повреждению тканей из-за грибкового заражения и микробов.

## После смерти
Кроме того, если руки трупа держать влажными, «руки прачки» разовьются в виде мацерации или в результате инфильтрации воды.